# حكومة حسان دياب
حكومة حسّان دياب هي الحكومة اللبنانية السادسة والسبعون بعد الاستقلال والثالثة بعهد الرئيس ميشال عون، وهي الحكومة الأولى التي رأسها حسان دياب وصدرت مراسيم تشكيلها في 21 كانون الثاني 2020. وضمت الحكومة 20 وزيراً من بينهم ستة سيدات. وقد قدّمت الحكومة استقالتها في 10 أغسطس 2020، بعد أيام من انفجار مرفأ بيروت الذي وقع في 4 أغسطس ، وبقيت هذه الحكومة لتصريف الاعمال حتى 10 سبتمبر 2021 عندما أصدر رئيس الجمهورية ميشال عون المرسوم رقم 8374 - والذي اعتبر الحكومة مستقيلة ثم عين نجيب ميقاتي رئيسًا للوزراء وعين وزراء حكومته .

## تشكيلة الحكومة[4]
| الوزارة                          | اسم الوزير                                                         | الطائفة      | الحزب السياسي                         | المحافظة            |
| -------------------------------- | ------------------------------------------------------------------ | ------------ | ------------------------------------- | ------------------- |
| رئيس مجلس الوزراء                | حسان دياب                                                          | السنة        |                                       | محافظة بيروت        |
| نائب رئيس مجلس الوزراء           | زينة عكر                                                           | روم أرثوذكس  | التيار الوطني الحر                    | محافظة بيروت        |
| وزير الدفاع الوطني               | زينة عكر                                                           | روم أرثوذكس  | التيار الوطني الحر                    | محافظة بيروت        |
| وزير الخارجية والمغتربين         | ناصيف حتي (استقال في 3 أغسطس 2020) شربل وهبة (عين في 3 أغسطس 2020) | موارنة       | تكتل لبنان القوي - التيار الوطني الحر |                     |
| وزير الداخلية والبلديات          | محمد فهمي                                                          | السنة        | حصة رئيس الحكومة                      |                     |
| وزير المالية                     | غازي وزني                                                          | الشيعة       | حركة أمل                              | محافظة النبطية      |
| وزير العدل                       | ماري كلود نجم                                                      | موارنة       | تكتل لبنان القوي - التيار الوطني الحر |                     |
| وزير الإتصالات                   | طلال حواط                                                          | السنة        | حصة رئيس الحكومة                      |                     |
| وزير الطاقة والمياه              | ريمون غجر                                                          | روم أرثوذكس  | تكتل لبنان القوي - التيار الوطني الحر |                     |
| وزير الأشغال العامة والنقل       | ميشال نجار                                                         | روم أرثوذكس  | تيار المردة                           | محافظة الشمال       |
| وزير التربية والتعليم العالي     | طارق المجذوب                                                       | السنة        | حصة رئيس الحكومة                      |                     |
| وزير الصحة العامة                | حمد علي حسن                                                        | شيعة         | حزب الله                              | محافظة البقاع       |
| وزير العمل                       | لميا يمين                                                          | موارنة       | تيار المردة                           | محافظة الشمال       |
| وزير دولة للشؤون الإجتماعية      | رمزي مشرفية                                                        | درزي         | الحزب الديمقراطي اللبناني             |                     |
| وزير السياحة                     | رمزي مشرفية                                                        | درزي         | الحزب الديمقراطي اللبناني             |                     |
| وزير الاقتصاد والتجارة           | راوول نعمة                                                         | روم كاثوليك  | تكتل لبنان القوي - التيار الوطني الحر |                     |
| وزير الإعلام                     | منال عبد الصمد                                                     | درزي         |                                       |                     |
| وزير المهجرين                    | غادة شريم                                                          | روم كاثوليك  | تكتل لبنان القوي - التيار الوطني الحر |                     |
| وزير الشباب والرياضة             | فارتينيه أوهانيان                                                  | أرمن أرثوذكس | تكتل لبنان القوي - حزب الطاشناق       |                     |
| وزير البيئة                      | دميانوس قطار                                                       | موارنة       | حصة رئيس الحكومة                      |                     |
| وزير دولة لشؤون التنمية الإدارية | دميانوس قطار                                                       | موارنة       | حصة رئيس الحكومة                      |                     |
| وزير الزراعة                     | عباس مرتضى                                                         | الشيعة       | حركة أمل                              | محافظة بعلبك الهرمل |
| وزير الثقافة                     | عباس مرتضى                                                         | الشيعة       | حركة أمل                              | محافظة بعلبك الهرمل |
| وزير الصناعة                     | عماد حب الله                                                       | الشيعة       | حزب الله                              |                     |

## استقالة الحكومة
في 10 أغسطس 2020، أعلن رئيس الحكومة حسان دياب استقالة حكومته على خلفية انفجار مرفأ بيروت الذي وقع في 4 أغسطس 2020، على أن تقوم الحكومة بتصريف الأعمال لحين تشكيل حكومة جديدة.
| سبقه حكومة سعد الحريري الثالثة | حكومة حسان ذياب الاولى 21 كانون الثاني 2020 - 10 آب 2020 | تبعه حكومة نجيب ميقاتي الثالثة |

## وصلات خارجية
- موقع رئاسة مجلس الوزراء الرسمي